# ...And Then You'll Beg
...And Then You'll Beg è il quarto disco dei canadesi Cryptopsy, pubblicato nel 2000. Back to the Worms è l'unica traccia del loro primo demo, Ungentle Exhumation, che non venne pubblicata sul loro primo disco, intitolato Blasphemy Made Flesh. Fu il secondo ed ultimo disco con Mike DiSalvo alla voce.

## Tracce
1. ...And Then It Passes – 5:06
2. We Bleed – 6:18
3. Voice of Unreason – 2:54
4. My Prodigal Son – 2:16
5. Shroud – 4:05
6. Soar and Envision Sore Vision – 3:29
7. Equivalent Equilibrium – 4:17
8. Back to the Worms – 3:19
9. Screams Go Unheard – 7:20

## Formazione
- Mike DiSalvo - voce
- Jon Levasseur - chitarra
- Alex Auburn - chitarra
- Eric Langlois - basso
- Flo Mounier - batteria